# The Crüxshadows
The Crüxshadows — американський музичний гурт. Лідером колективу є Роуг, який пише більшість текстів до пісень гурту.

## Дискографія
| Рік  | Альбом                                                             |
| ---- | ------------------------------------------------------------------ |
| 1993 | «…Night Crawls In»                                                 |
| 1995 | «Telemetry of a Fallen Angel»                                      |
| 1999 | «The Mystery of the Whisper»                                       |
| 2001 | «Echoes and Artifacts/Intercontinental Drift»                      |
| 2002 | «Wishfire»                                                         |
| 2003 | «Ethernaut»                                                        |
| 2004 | «Telemetry of a Fallen Angel» (перевидання)                        |
| 2005 | «…Night Crawls In» (перевидання)                                   |
| 2006 | «The Mystery of the Whisper & Until the Voices Fade» (перевидання) |
| 2007 | «DreamCypher»                                                      |